# Cabinet Stoiber II
État libre de Bavière
Stoiber I Stoiber III
Le cabinet Stoiber II (en allemand : Kabinett Stoiber II) est le gouvernement du Land allemand de la Bavière entre le 27 octobre 1994 et le 6 octobre 1998, durant la treizième législature du Landtag.

## Coalition et majorité
Dirigé par le ministre-président conservateur sortant Edmund Stoiber, ce gouvernement est constitué et soutenu par la seule Union chrétienne-sociale en Bavière (CSU), qui dispose de 120 députés sur 204, soit 58,8 % des sièges au Landtag.
Il est formé après les élections régionales du 25 septembre 1994 et succède au cabinet Stoiber I, également constitué de la seule CSU. Au cours du scrutin, les conservateurs conservent leur majorité absolue, acquise depuis 1962, en recul d'à peine deux points.
Lors des élections régionales du 13 septembre 1998, la CSU remporte un score sensiblement identique au précédent scrutin, ce qui permet au chef du gouvernement régional de former son troisième cabinet.

## Composition

### Initiale (27 octobre 1994)
- Les nouveaux ministres sont indiqués en gras, ceux ayant changé d'attributions en italique.

| Portefeuille                                                                                  | Titulaire | Titulaire                                              | Parti |
| --------------------------------------------------------------------------------------------- | --------- | ------------------------------------------------------ | ----- |
| Ministre-président                                                                            |           | Edmund Stoiber                                         | CSU   |
| Vice-ministre-président Ministre de l'Enseignement, de l'Éducation, de la Science et des Arts |           | Hans Zehetmair                                         | CSU   |
| Ministre de l'Intérieur                                                                       |           | Günther Beckstein                                      | CSU   |
| Ministre de la Justice                                                                        |           | Hermann Leeb                                           | CSU   |
| Ministre des Finances                                                                         |           | Georg von Waldenfels (jusqu'au 15/11/1999) Erwin Huber | CSU   |
| Ministre de l'Économie, des Transports et de la Technologie                                   |           | Otto Wiesheu                                           | CSU   |
| Ministre de l'Alimentation, de l'Agriculture et des Forêts                                    |           | Reinhold Bocklet                                       | CSU   |
| Ministre du Développement régional et des Questions environnementales                         |           | Thomas Goppel                                          | CSU   |
| Ministre du Travail, de l'Ordre social, de la Famille, des Femmes et de la Santé              |           | Barbara Stamm                                          | CSU   |
| Ministre sans portefeuille Directeur de la chancellerie régionale                             |           | Erwin Huber (jusqu'au 15/11/1999) Kurt Faltlhauser     | CSU   |
| Ministre des Affaires fédérales                                                               |           | Ursula Männle                                          | CSU   |